# Red Eclesial Pan Amazónica
Le Red Eclesial Pan Amazónica ou REPAM est un réseau ecclésiastique, catholique, qui dit regrouper environ un millier d'organisations du bassin amazonien, travaillant « à créer un modèle de développement qui privilégie les pauvres et sert le bien commun ».
Plus précisément, il s'agit d'instances locales, nationales et internationales, de congrégations, d'institutions, d'équipes spécialisées et de missionnaires du Brésil, du Venezuela, de la Guyane française, de Guyane anglaise, du Suriname, de la Colombie, de l'Équateur, du Pérou et de la Bolivie qui se coordonnent pour travailler à la protection des droits de l'homme, des peuples autochtones et en faveur d'une autre approche du territoire de l'Amazonie. Il est né pour être un contrepoint aux États qui ont donné la priorité à la croissance économique avant les violations des droits humains et les attaques contre les peuples autochtones.

## Histoire
Lors de la conférence d'Aparecida de 2007 convoquée par Jean-Paul II et concrétisée par Benoît XVI, les évêques ont averti que l'Amazonie n'était « qu'au service des intérêts économiques des sociétés transnationales »,,.
Après son élection en 2013, le pape François s'est adressé aux évêques du Brésil pour leur demander que l'église assume un nouveau rôle dans la région panamazonienne et a demandé du courage. Il a dit que travailler pour la préservation de la nature dans cette région, et pour les plus défavorisés, est au cœur de l'Évangile. Dans l'encyclique Laudato si' de 2015, François a insisté sur le fait que nous devions protéger la biodiversité de la planète « en Amazonie et dans le bassin du Congo, ou les grands aquifères et glaciers » pour leur importance « pour la terre entière et l'avenir de l'humanité »,.
Lors de la création de l'organisation, en septembre 2014, le cardinal Claudio Hummes a déclaré que « l'Église devrait avoir « un visage amazonien » […] une mission pour devenir incarné et inculturé dans la population indigène, dans cette réalité particulière de la création,. » En 2015, le cardinal Michael Czerny, qui serait l'un des organisateurs du Synode pour l'Amazonie, a écrit qu'avant le REPAM, il y avait "des limitations et des fragmentations" et qu'avec l'organisation, il était possible "de faire face à une réalité aussi complexe et changeante". Depuis, le REPAM a coordonné le travail de l'Église catholique dans la région amazonienne, le travail des prêtres, des missionnaires, des représentants de Caritas et a travaillé pour défendre les peuples autochtones et l'environnement.
Cette organisation a joué un rôle fondamental dans le Synode pour l'Amazonie convoqué par le pape François en 2017 du 5 au 29 octobre 2019 à Rome pour « identifier de nouvelles voies pour l'évangélisation de cette partie du Peuple de Dieu, en particulier des indigènes, souvent oubliés et sans la perspective d'un avenir serein, également à cause de la crise de la jungle amazonienne, un poumon vital pour notre planète ». Le président et rapporteur général y était Claudio Hummes et le vice-président Pedro Barreto.
À cette occasion, invité par le pape François (qui avait peu avant également rencontré le chef Raoni), José Gregorio Diaz Mirabal a été invité, mettant en avant l'importance d'impliquer les peuples autochtones amazoniens.
L'organisation appréciait positivement le Synode lorsqu'elle considérait que la voix d'une femme, son dévouement interculturel et courageux pour la vie aux dernières conséquences avaient été entendus[pas clair].
En juin 2020, le REPAM annonce conjointement avec le Conseil épiscopal latino-américain (CELAM) la fondation de la Conférence ecclésiale amazonienne (CEAMA), faisant suite à Querida Amazonia.